# Jan Kloska

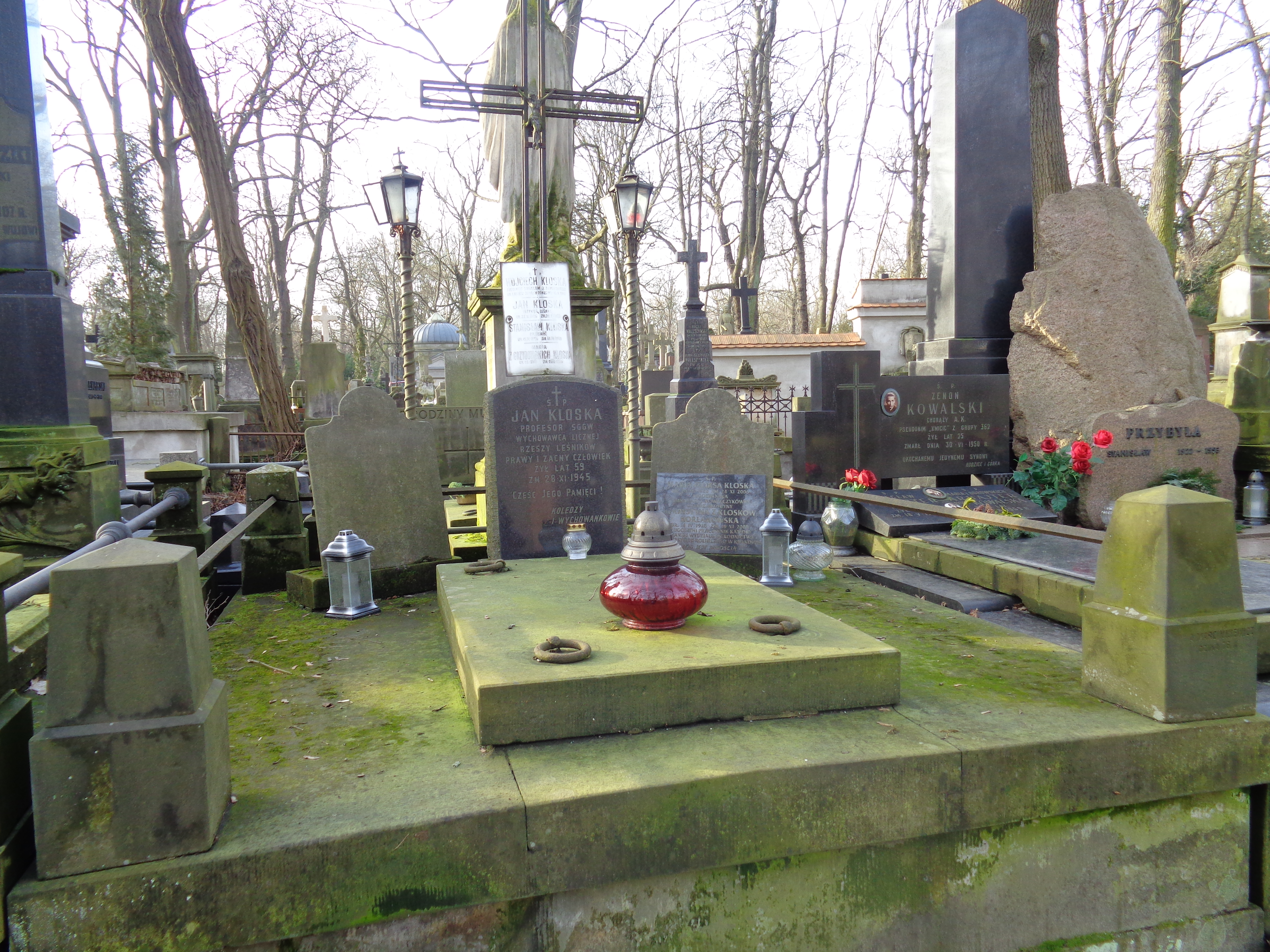
Grób Jana Kloski na cmentarzu Powązkowskim

Jan Piotr Kloska (ur. 27 kwietnia 1886 w Warszawie, zm. 28 listopada 1945 w Łodzi) – polski inżynier leśnictwa, wiceprezes Rady Naczelnej Polskiego Towarzystwa Leśnego.

## Życiorys
Po ukończeniu IV Filologicznego Gimnazjum w Warszawie, rozpoczął studia na Wydziale Fizyczno-Matematycznym Uniwersytetu Warszawskiego. Wkrótce potem przez dwa lata studiował na Wydziale Przyrodniczym Uniwersytetu Jagiellońskiego, po czym przeniósł się na Akademię Leśną w Eisenach, na której ukończył leśnictwo. Początek I wojny światowej i okupacji niemieckiej spędził na stanowisku w Dobrach Opinogórskich oraz w Biurze Leśnym Techniczno-Przemysłowym A. Ziatkowskiego w Warszawie. Od 1914 r. kierował Średnią Szkołą Leśną przy Centralnym Towarzystwie Rolniczym w Warszawie. W 1916 r. współuczestniczył w założeniu pierwszej w Polsce wyższej uczelni leśnej pod nazwą Wyższych Kursów Leśnych w Warszawie. Został też członkiem Rady Naukowej tej uczelni i wykładowcą (wykładał hodowlę lasu). Od 1919 r. profesor i wykładowca Wydziału Leśnego na SGGW. W okresie międzywojennym i powojennym pełnił funkcje kierownicze średniego szczebla w ministerstwach związanych z leśnictwem. Redaktor pisma „Las Polski” (1922–1924) oraz współtwórca i pierwszy redaktor naczelny pisma „Echa Leśne” (od 1924 r.). Zainicjował wydawanie „Niwy Leśnej”, którą także redagował. W latach 1929–1936 redagował kolejne tomy Przewodnika dla leśniczych oraz inne wydawnictwa popularnonaukowe i propagandowe. Był autorem książek i podręczników, m.in. O zalesianiu nieużytków, Botanika leśna (z Józefem Rosińskim), W państwie Sylwana, Las a powodzie. Pisał także skrypty akademickie. W 1933 r. wydał nakładem warszawskiego oddziału PTK, w serii „Biblioteczka Wycieczkowa”, krótki przewodnik pt. Białowieża. Autor cyklu „Nowiny Leśne” w Polskim Radiu. Za wybitną działalność zawodową Rada Wydziału Leśnego SGGW nadała mu w 1938 r. tytuł inżyniera leśnika. Był jednym z trzech wiceprezesów Rady Naczelnej Polskiego Towarzystwa Leśnego, członkiem Rady Oddziału Warszawskiego PTL oraz stałym współpracownikiem Państwowej Rady Ochrony Przyrody.
W czasie okupacji niemieckiej pracował jako leśniczy (lata 1940–1942) w lasach prywatnych na terenie późniejszego Nadleśnictwa Państwowego Huta Garwolińska. Po wyzwoleniu, na wiosnę 1945 r. powołany został na naczelnika Wydziału Oświaty Zawodowej w Ministerstwie Leśnictwa. Organizował gimnazja leśne w Brynku, Limanowej, Margoninie i Zwierzyńcu n. Wieprzem. Prowadził jednocześnie wykłady na SGGW ze wstępu do nauki leśnictwa, administracji i rachunkowości leśnej. Był też wykładowcą dydaktyki przedmiotów leśnych na Studium Pedagogicznym, utworzonym przy SGGW. W tym czasie był również naczelnikiem Wydziału Oświaty Zawodowej w Ministerstwie Leśnictwa.
Pochowany 1 grudnia 1945 r. na cmentarzu Powązkowskim w Warszawie (kwatera 32-1-9,10).

## Ordery i odznaczenia
- Złoty Krzyż Zasługi (9 listopada 1932)[4]

## Upamiętnienie
29 października 1967 r. na terenie Nadleśnictwa Huta Garwolińska (OZLP Siedlce) odsłonięto pamiątkowy kamień ku czci prof. Jana Kloski.
Od 28 września 1968 r. Jan Kloska jest patronem Technikum Leśnego, obecnie Zespołu Szkół Leśnych w Goraju.